# チクチャン
チクチャンは、マヤ文明で使われていたツォルキン（暦）の第5番目の日。キチェ語でKan。黄色の地平線、尊敬、英知、周期、権威、正義、真実の象徴。
- 関連色：緑、赤

- 解釈：宇宙の力の象徴。クック・クマツ（Q'uq' kumatz）が地平線に現れ、「天の心(Corazón del Cielo)」と「地の心(Corazón de la Tierra)」の存在を表明しながら地と天を結びつけた。チクチャンとは運動、宇宙の創造主、人間の進化、精神的成長、正義、真実、知性、そして平和のことである。

- 長所：賢者、誠実、知的、リーダー、勘が鋭い

- 短所：怒りっぽい、日和見主義で裏切りの可能性

- 健康：この日生まれの人は、強い感情が痛みと苦しみを引き起こすことはあるが、本物の健康に恵まれる。怒らなければ、簡単に病気になることはない。

- 祭事：チクチャンは、創造主に対し、良き思考や良きアイデアを与えてくれるよう願うのに適した日。この日の祭事では、正義、英知、力、平等を願い、母なる自然において不平等がないようにと祈る。愛する人が帰ってくるように、和解がもたらされるように、そしてカップルのために願う日である。